# Gordon Killick
Gordon Cecil Killick (født 3. juni 1899, død 10. oktober 1962) var en britisk roer.

## Rokarriere
Killick roede for Thames Rowing Club og deltog første gang ved Henley-regattaen i 1922, og sammen med sin svoger, Cyril Thomas Southgate, blev han udtaget til OL 1924 i Paris i toer uden styrmand. De nåede finalen via opsamlingsheat (hvor de var eneste deltagere), men måtte opgive at ro finalen på grund af en skade hos Southgate. De blev egentlig nummer tre i konkurrencen, men modtog ingen medalje.
De følgende år roede han otter, firer uden styrmand og toer uden styrmand og var med til at hente mange sejre og andre gode resultater i Henley.
Til OL 1928 i Amsterdam sendte briterne otteren fra Thames, som foruden Killick bestod af Jamie Hamilton, Guy Nickalls, Donald Gollan, Harold Lane, Felix Badcock, Jack Beresford, Harold West og styrmand Arthur Sulley. Briterne sejrede i de første tre runder, mens de var oversiddere i semifinalen. I finalen mødte de de forsvarende mestre fra OL 1924 og 1920, USA, der sejrede med mere end to sekunders forspring, så briterne fik sølv, mens den tabende semifinalist, Canada, fik bronze.

## Senere karriere
Killick var vicepræsident i Thames Rowing Club i mere end 30 år. I 1960 var han formand for en komité, der havde til formål at skaffe midler til at genopbygge klubben, og han var hovedmanden bag indsamlingen af £12.000 (svarende til mere end 2 millioner kr i 2020).

## OL-medaljer
- 1928:  Sølv i otter